# Kaple svatého Kryštofa (Zvolen)
Kaple svatého Kryštofa, patrona a ochránce poutníků, řidičů a všech cestovatelů vznikla na základě iniciativy členů výboru Slovenské unie řidičů, členů a také samostatných členů S. Ú. V. Po několika jednáních o místě budoucí první slovenské auto-kaple, bylo dohodnuto místo v blízkosti Zvolena v Banskobystrickém kraji i proto, že Zvolen je důležitou strategickou křižovatkou mezinárodních a slovenských cest, které směřují z východu na západ a ze severu na jih. Samotná stavba je umístěna v blízkosti nově otevřené rychlostní komunikace R-1 při parkovišti restaurace na Zvolenských Strážích.
Autokapličky, tj. kaple záměrně umístěné v blízkosti rychlostních silnic a komunikací, nejsou v evropských zemích žádnou raritou, a jsou velice hodně navštěvovanými místy, ať už projíždějícími řidiči, nebo pozůstalými po obětech dopravních nehod. Na těchto pietních místech se mohou pomodlit za zemřelé, nebo požádat formou modlitby patrona sv. Kryštofa o ochranu na cestách.

## Výstavba
Protože je S. Ú. V. neziskovým sdružením a jeho chod je zajišťován jenom z členských příspěvků, byla vyhlášena finanční sbírka od křesťanské veřejnosti a církevních institucí a také byli požádáni sponzoři z oblasti dopravy a členských partnerských sdružení z Mezinárodní unie řidičů (UICR), jejímž prezidentem v té době byl Ludwig A. Buchell z Ruggellu (FL). V květnu 2006 byli pozváni hosté z Lichtenštejnska v čele s prezidentem L. A. Buchelem kde jim byl celý projekt představen a osobně se byli podívat i na místě budoucí stavby kaple.
Stavbu zrealizovala stavební společnost RENSTAV a 9. září 2006 ve 14. hodin bylo provedeno slavnostní vysvěcení děkanem zvolenské farnosti ThDr. Stanislavem Vargou a předána do užívání celé motoristické veřejnosti za účasti médií a prezidenta UICR L. A. Buchela.
V blízkosti autokaple byl taky posléze dobudován Trávnik vzpomínek, kde jsou ve vyhrazeném prostoru umístěny malé tabulky se jmény obětí, které zahynuly na silnicích při dopravních nehodách na Slovensku i v cizině, a také i jiným obětem, zahynulým při nějaké dopravní činnosti. Své místo zde našla i tabulka se jménem Alexandra Dubčeka, který zahynul v Česku na 88 km dálnice D1. Pozůstalí po obětech mohou požádat o umístění vzpomínkové tabulky, na již vzpomenutý trávník vzpomínek, výbor Slovenské unie řidičů na facebookové stránce Slovenské unie řidičů, aneb přímo na facebookové stránce Autokaplnka sv. Krištofa Zvolen-Stráže.